# Caitriona Balfe
Caitriona Balfe (Dublin, 4 de outubro de 1979) é uma atriz e modelo irlandesa. É mais conhecida por interpretar Claire Fraser na série Outlander, papel que lhe rendeu quatro nomeações para o Globo de Ouro de Melhor Atriz em Série Dramática, um prêmio Bafta Scotland, um prêmio IFTA e dois prêmios Saturn Award.

## Biografia
Caitriona nasceu em Dublin, na Irlanda, e cresceu na vila de Tydavnet, perto de Monaghan, numa família com sete irmãos. O seu pai é um sargento reformado da Guarda Siochána.
Em 1999, enquanto estudava representação na DIT Conservatory of Music and Drama, Caitriona recebeu uma proposta para trabalhar como modelo em Paris. Como modelo, foi um dos principais rostos da marca H&M, para além de ter trabalhado em várias campanhas da Dolce & Gabbana, Chanel, Moschino, Narciso Rodriguez, e Marc Jacobs.
Atualmente Caitriona vive em Glasgow, na Escócia depois de já ter vivido em Los Angeles, França, Inglaterra, Itália, Alemanha e Japão enquanto trabalhava como modelo. Além de falar inglês, fala francês e irlandês.

## Carreira

### Modelo
Caitriona começou a trabalhar como modelo depois de ser descoberta por um agente enquanto angariava dinheiro para uma instituição de caridade num centro comercial. Com dezenove anos, depois de trabalhar como modelo em Dublin durante alguns meses, ela chamou a atenção a um agente da Ford Models que lhe propôs alguns trabalhos em Paris. Alguns dos momentos mais altos da sua carreira incluem inaugurar e fechar desfiles para marcas como Chanel, Moschino, Givenchy e Louis Vuitton, para além de participar em dezenas de outros desfiles: 12 para a  Dolce & Gabbana, 8 para a Chanel, 7 para a Marc Jacobs, a Narciso Rodriguez, e a Moschino, seis para a Etro, cinco para a Armani, a Roberto Cavalli, a Max Mara, a Ann Demeulemeester, e a Louis Vuitton, quatro para a Givenchy, a Oscar de la Renta, a Missoni, a Bottega Veneta, a Burberry, a Alberta Ferretti, a Alexander McQueen, e a Emanuel Ungaro, e três para a Rochas, a Christian Lacroix, a Laura Biagiotti, a Cacharel, a BCBG Max Azria, a Sonia Rykiel, a Alessandro Dell'Acqua, e a Kenzo; e a participação nas campanhas publicitárias de marcas como: Calvin Klein, Levi’s, Max Mara, Oscar de la Renta, Bally, Dolce & Gabbana, Moschino, Costume National, Escada, Bottega Veneta, Hush Puppies, Neiman Marcus, BCBG Max Azria, Blumarine, Dries Van Noten, Wella, Roberto Cavalli, e H&M; a participação no desfile da Victoria's Secret em 2002; e conseguir a capa de revistas como: Vogue, Harper’s Bazaar, e ELLE. Caitriona participou em 73 desfiles em 2002, 96 em 2003 e 83 em 2004.No momento em que sua carreira estava mais ativa, chegou a ser uma das 20 modelos para requisitadas do mundo.
Caitriona trabalhou ainda para marcas como: Anna Molinari, Anna Sui, Balenciaga, Céline, Chado Ralph Rucci, Chloé, Christian Dior, Diesel, DKNY, Dries Van Noten, Emilio Pucci, Fendi, Gianfranco Ferré, Hugo Boss, Hussein Chalayan, Iceberg, Issey Miyake, Jil Sander, Julien Macdonald, La Perla, Lacoste, Lanvin, Loewe, Michael Kors, Miu Miu, Nicole Miller, Paco Rabanne, Perry Ellis, Roland Mouret, Salvatore Ferragamo, Stella McCartney, Valentino, Viktor & Rolf, e Yohji Yamamoto.
Caitriona ganhou perto de US$ 300.000 pelo seu trabalho em Milão em 2002 e 2003, porém, quando a agência de modelos com quem trabalhava na Itália (Paolo Tomei) foi à falência, ela e outras modelos perderam todos os seus rendimentos. Uma vez que os modelos são considerados trabalhadores independentes sob a lei italiana, o seu advogado aconselhou-a a não processar a Paolo Tomei. Vários anos depois, em 2009, Caitriona passou por uma situação semelhante quando trabalhou com a marca BCBG. A empresa atrasou os pagamentos e depois recusou-se a pagar a todos os modelos alegando problemas financeiros apesar de continuar a contratá-los e de garantir às suas agências que os modelos seriam pagos pelos seus serviços. Caitriona decidiu não seguir os conselhos da sua agência e recusou trabalhar para a BCBG até receber o dinheiro dos trabalhos que já tinha realizado para a marca. A empresa acabou por regularizar os seus pagamentos. Foram incidentes como estes que levaram à criação da The Model Alliance, uma espécie de sindicato para modelos.
Depois de desistir da sua carreira de modelo, Caitriona afirmou: "Ser modelo não era uma paixão minha, por isso aquilo acabou por me aborrecer muito depressa. Estava a ficar muito frustrada". Ela também já afirmou que não tem intenções de voltar a trabalhar como modelo a tempo inteiro, apesar de trabalhar ocasionalmente com algumas das pessoas que conheceu, como é o caso do fotógrafo James Houston, que incluiu Caitriona na sua série de fotografias, Natural Beauty, em 2013.

### Representação

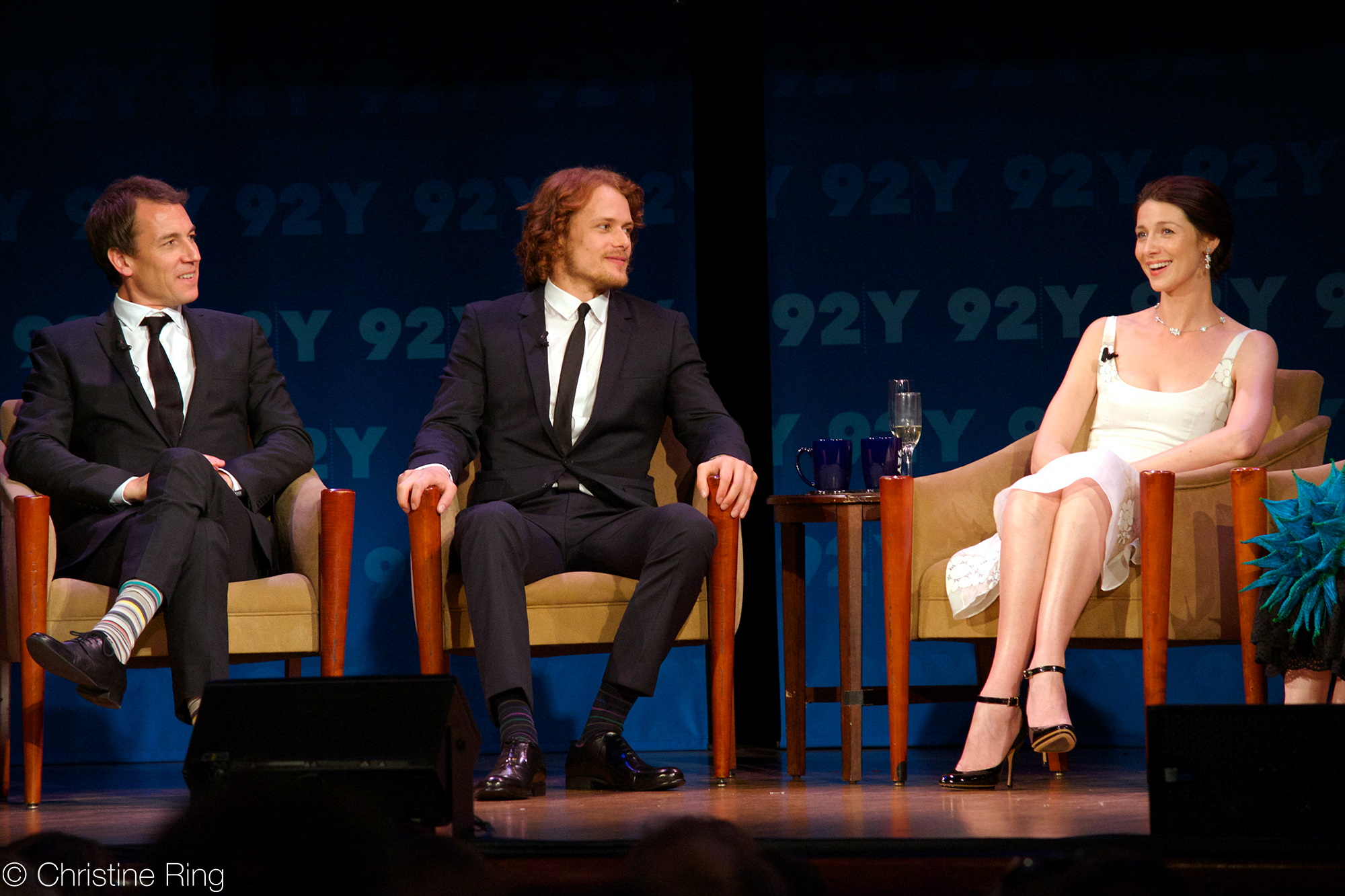
Caitriona Balfe com Sam Heughan e Tobias Menzies, os seus colegas de Outlander.

Quando vivia em Nova Iorque, Caitriona teve um pequeno papel de funcionária da revista Runway no filme The Devil Wears Prada. Em 2009, após uma carreira de 10 anos como modelo, Caitriona decidiu retomar a área da representação e mudou-se para Los Angeles. Dedicou-se por um ano a estudar representação, primeiro na Warner Loughlin Studios e depois na Sanford Meisner Center e na Judith Weston Studios.  Caitriona teve papéis em filmes como Super 8, onde interpretou a mãe do protagonista; Now You See Me, onde interpretou a esposa da personagem de Michael Caine; e Escape Plan, como advogada da CIA que contrata o personagem de Sylvester Stallone.
Em 2012, interpretou o papel de Alex #34 em The Beauty Inside, um filme social dividido em seis episódios que conta a história de um homem chamado Alex (Topher Grace) que acorda num corpo diferente todos os dias. Em 2013, participou nos videoclips "First Fires" do músico britânico Bonobo,  e "Chloroform" da banda francesa, Phoenix. Este último foi realizado por Sofia Coppola.
Caitriona fez parte do elenco da série digital da Warner Bros, H+: The Digital Series entre 2012 e 2013, onde interpretou o papel de Breanna Sheehan, uma das diretoras de uma empresa de biotecnologia que desenvolve um computador implantado que permite que as pessoas estejam ligadas à Internet 24 horas por dia.
Em setembro de 2013, Caitriona foi escolhida para protagonizar a série Outlander no papel de Claire Beauchamp Randall Fraser. A série, baseada na série de romances homônima de Diana Gabaldon, estreou no dia 9 de agosto de 2014 no canal Starz. Ela interpreta o papel de uma enfermeira de 1945 que viaja no tempo para 1743 nas Terras Altas escocesas. Tanto Caitriona como a série têm sido alvo de críticas bastante positivas. Richard Lawson of Vanity Fair escreveu: "o facto de Balfe ser uma atriz tão apelativa ajuda imenso, ela torna Claire uma heroína espirituosa, com princípios e genuína". Tim Goodman do The Hollywood Reporter escreveu que Caitriona "já é razão suficiente para assistir: ela é uma atriz confiante que acrescenta várias camadas à sua personagem". Jeff Jensen da Entertainment Weekly afirmou "Balfe apresenta uma interpretação digna de a tornar uma estrela". James Poniewozik da Time classificou a interpretação de Caitriona como "sagaz, contagiante e apelativa".
Em dezembro de 2014, a  revista Entertainment Weekly incluiu Catriona na sua lista de 12 Estrelas Reveladas em 2014. Ainda nesse mês, foi eleita "Mulher do Ano" no torneio Anglophenia Fan Favorites do canal BBC America.
Em 29 de janeiro de 2015 foi noticiado que Caitriona faria parte do elenco do filme Money Monster, realizado por Jodie Foster e protagonizado por George Clooney e Julia Roberts. Ela vai desempenhar o papel de Relações Públicas de uma empresa cujas ações atingiram um valor mínimo, levando um homem a perder todas as suas poupanças e, subsequentemente, a fazer reféns num programa de televisão ao vivo. Em abril, Caitriona recebeu uma nomeação nas categorias de Melhor Atriz Principal Num Drama e Estrela em Ascensão na 12º edição dos Irish Film & Television Awards. Foi ainda considerada uma das 50 mulheres mais bonitas do mundo pela revista People. No dia 25 de junho de 2015, recebeu um Saturn Award na categoria de Melhor Atriz em Televisão. Em 10 de dezembro de 2015 foi nomeada para um Globo de Ouro na categoria de Melhor Atriz em Televisão.

## Filmografia

### Cinema
| Ano  | Título              | Papel            | Notas                              |
| ---- | ------------------- | ---------------- | ---------------------------------- |
| 2009 | Picture Me          | Ela própria      | Documentário; também foi produtora |
| 2009 | A Herculean Effort  | Emily            | Curta-metragem                     |
| 2011 | Super 8             | Elizabeth Lamb   |                                    |
| 2011 | Lust Life           | Aubrie           | Curta-metragem                     |
| 2012 | The Wolf            | Sally            | Curta-metragem                     |
| 2012 | Lost Angeles        | Veronique        |                                    |
| 2013 | Crush               | Andie            |                                    |
| 2013 | Now You See Me      | Jasmine Tressler |                                    |
| 2013 | Escape Plan         | Jessica Miller   |                                    |
| 2015 | The Price of Desire | Gabrielle Bloch  |                                    |
| 2016 | Money Monster       | Diane Lester     |                                    |
| 2019 | Ford vs Ferrari     | Mollie Miles     |                                    |
| 2021 | Belfast             | Ma               |                                    |

### Televisão
| Ano       | Título                              | Papel                                     | Notas                                      |
| --------- | ----------------------------------- | ----------------------------------------- | ------------------------------------------ |
| 2010      | The Model Scouts                    | Ela própria                               | Mentora de passerelle. Ciclo 2, episódio 2 |
| 2014-2025 | Outlander                           | Claire Elizabeth Beauchamp Randall Fraser | Protagonista                               |
| 2019      | The Dark Crystal: Age of Resistance | Tavra                                     | Voz                                        |

### Digital
| Ano       | Título                 | Papel           | Notas       |
| --------- | ---------------------- | --------------- | ----------- |
| 2012      | The Beauty Inside      | Alex #34        | 5 episódios |
| 2012-2013 | H+: The Digital Series | Breanna Sheehan | 7 episódios |

## Prêmios e nomeações
| Ano  | Trabalho nomeado | Prémio                                    | Categoria                               | Resultado |
| ---- | ---------------- | ----------------------------------------- | --------------------------------------- | --------- |
| 2015 | Outlander        | BBC America Anglophenia Fã Favorite Award | Mulher do Ano                           | Venceu    |
| 2015 | Outlander        | Saturn Awards                             | Melhor Atriz em Televisão               | Venceu    |
| 2015 | Outlander        | 12th Irish Film & Television Awards       | Melhor Atriz Principal num Drama        | Indicado  |
| 2015 | Outlander        | Irish Film & Television Awards            | Estrela em Ascensão                     | Indicado  |
| 2015 | Outlander        | Globos de Ouro                            | Melhor Atriz em Televisão               |           |
| 2015 | Outlander        | People's Choice Awards                    | Atriz Favorita em Série SCI-FI/Fantasia | Venceu    |